# Краснодонська селищна рада
Тепленська селищна рада — орган місцевого самоврядування у складі Краснодонської міської ради Луганської області. Адміністративний центр — селище міського типу Тепле.

## Загальні відомості
- Територія ради: 5,26 км²
- Населення ради: 6 141 особа (станом на 2001 рік)

## Населені пункти
Селищній раді підпорядковані населені пункти:
- смт Тепле
- с-ще Світличне

## Склад ради
Рада складається з 30 депутатів та голови.
- Голова ради: Черкесов Віктор Олексійович
- Секретар ради: Акіншева Ільзіра Кавивівна

### Керівний склад попередніх скликань
| ПІБ                         | Основні відомості                                                              | Дата обрання | Дата звільнення |
| --------------------------- | ------------------------------------------------------------------------------ | ------------ | --------------- |
| Черкесов Віктор Олексійович | Селищний голова, 1954 року народження, освіта середня спеціальна, безпартійний | 26.03.2006   | 31.10.2010      |
| Черкесов Віктор Олексійович | Селищний голова, 1954 року народження, освіта середня спеціальна, безпартійний | 31.10.2010   |                 |

Примітка: таблиця складена за даними джерела

### Депутати
За результатами місцевих виборів 2010 року депутатами ради стали:

#### За суб'єктами висування
| Суб'єкт висування           | Кількість обраних депутатів | %  |
| --------------------------- | --------------------------- | -- |
| Партія регіонів             | 15                          | 50 |
| Самовисування               | 12                          | 40 |
| Комуністична партія України | 3                           | 10 |

#### За округами
| № округу                    | Прізвище, ім'я, по батькові        | Дата визнання обраним | Освіта                    | Партійна приналежність            | Відомості про обраного депутата                                 |
| --------------------------- | ---------------------------------- | --------------------- | ------------------------- | --------------------------------- | --------------------------------------------------------------- |
| Комуністична партія України |                                    |                       |                           |                                   |                                                                 |
| 6                           | Шевчук Світлана Вікторівна         | 04.11.2010            | Освіта середня            | член Комуністичної партії України | КУ «Лікарня селища Тепле», медична сестра                       |
| 7                           | Маришева Ірина Геннадіївна         | 04.11.2010            | Освіта вища               | член Комуністичної партії України | ООВ «Донбас сікьюріті груп», охороннець                         |
| 18                          | Кошкіна Євгенія Михайлівна         | 04.11.2010            | Освіта незакінчена вища   | член Комуністичної партії України | Гостинічний комплекс «50х50», офіціант                          |
| Партія регіонів             |                                    |                       |                           |                                   |                                                                 |
| 1                           | Глущенко Олександр Іванович        | 04.11.2010            | Освіта вища               | член Партії регіонів              | тимчасово не працює                                             |
| 4                           | Шелдавицьких Віталій Володимирович | 04.11.2010            | Освіта вища               | член Партії регіонів              | ДВАТ Шахта «Молодогвардійська», ГРОЗ                            |
| 5                           | Фролікова Світлана Олексіївна      | 04.11.2010            | Освіта середня            | член Партії регіонів              | тимчасово не працює                                             |
| 11                          | Ісаєнко Алевтина Леонідівна        | 04.11.2010            | Освіта вища               | член Партії регіонів              | Тепленська школа-інтернат, бухгалтер                            |
| 13                          | Бондарева Інна Сергіївна           | 04.11.2010            | Освіта вища               | член Партії регіонів              | КУ «Лікарня селища Тепле», медична сестра                       |
| 14                          | Оніщенко Валентина Вікторівна      | 04.11.2010            | Освіта вища               | член Партії регіонів              | Тепленська селищна рада, оператор комп'ютерного набору          |
| 15                          | Плохіх Ольга Миколаївна            | 04.11.2010            | Освіта вища               | член Партії регіонів              | Тепленська загальноосвітня школа № 22, педагог-організатор      |
| 16                          | Мост Софія Олександрівна           | 04.11.2010            | Освіта середня спеціальна | член Партії регіонів              | Тепленська ЦРБ, медична сестра                                  |
| 17                          | Абрамов Олександр Валентинович     | 04.11.2010            | Освіта вища               | член Партії регіонів              | ДП Шахта «Самсонівська-Західна», машиніст ГВМ                   |
| 20                          | Танова Тетяна Валентинівна         | 04.11.2010            | Освіта вища               | член Партії регіонів              | Тепленська селищна рада, приби-ральниця                         |
| 23                          | Лаврухіна Любов Михайлівна         | 04.11.2010            | Освіта вища               | член Партії регіонів              | «Союз Чорнобиль», головний бухгалтер                            |
| 25                          | Абрамова Ірина Вікторівна          | 04.11.2010            | Освіта вища               | член Партії регіонів              | ЗАТ "Тепленський завод «Авто агрегат», інспектор відділу кадрів |
| 27                          | Акіншева Ільзіра Кавивівна         | 04.11.2010            | Освіта вища               | член Партії регіонів              | Тепленська селищна рада, секретар                               |
| 28                          | Каплунова Надія Федорівна          | 04.11.2010            | Освіта середня            | член Партії регіонів              | тимчасово не працює                                             |
| 29                          | Янкевич Сергій Анатолійович        | 04.11.2010            | Освіта вища               | член Партії регіонів              | КПГЛ, охоронець                                                 |
| Самовисування               |                                    |                       |                           |                                   |                                                                 |
| 2                           | Онуфрієнко Наталія Вікторівна      | 04.11.2010            | Освіта вища               | позапартійна                      | КУ «Лікарня селища Тепле», лікар                                |
| 3                           | Краснянська Лариса Олександрівна   | 04.11.2010            | Освіта вища               | позапартійна                      | тимчасово не працює                                             |
| 8                           | Цимбалов Віктор Євгенович          | 04.11.2010            | Освіта середня спеціальна | позапартійний                     | ДВАТ Шахта «Молодогвардійська», машиніст ГВМ                    |
| 9                           | Іваненко Ірина Іванівна            | 04.11.2010            | Освіта середня спеціальна | позапартійна                      | тимчасово не працює                                             |
| 10                          | Горбунова Зінаїда Кирилівна        | 04.11.2010            | Освіта середня спеціальна | позапартійна                      | Тепленська селищна рада, касир                                  |
| 12                          | Тома Ольга Миколаївна              | 04.11.2010            | Освіта вища               | позапартійна                      | приватний підприємець                                           |
| 19                          | Дрьомов Костянтин Вікторович       | 04.11.2010            | Освіта незакінчена вища   | позапартійний                     | ДВАТ "Шахта «Суходільська-Східна», гірник                       |
| 21                          | Мусатова Олена Вікторівна          | 04.11.2010            | Освіта середня спеціальна | позапартійна                      | ЗАТ "Тепленський завод «Авто агрегат», станочниця               |
| 22                          | Макєєва Ірина Миколаївна           | 04.11.2010            | Освіта вища               | позапартійна                      | Тепленська загальноосвітня школа № 22, заступ-ник дирек-тора    |
| 24                          | Токарева Наталія Анатоліївна       | 04.11.2010            | Освіта середня спеціальна | позапартійна                      | Станція швидкої медичної допомоги, фельдшер                     |
| 26                          | Воропаєва Вікторія Євгенівна       | 04.11.2010            | Освіта вища               | позапартійна                      | тимчасово не працює                                             |
| 30                          | Бутенко Валерій Леонідович         | 04.11.2010            | Освіта середня спеціальна | позапартійний                     | ЗАТ "Тепленський завод «Авто агрегат», водій                    |